# Потапов, Михаил Феофанович
Михаил Феофанович Потапов  (23 января 1921, станица Баклановская — 8 июля 1943, Курская область) — командир батареи 1188-го истребительно-противотанкового артполка (13-я истребительно-противотанковая артбригада, 2-я танковая армия, Центральный фронт), капитан. Герой Советского Союза (1943).

## Биография
Родился 23 января 1921 года в станице Баклановская, ныне Дубовского района Ростовской области, в семье служащего. Русский. В 1925 году семья Потаповых переехала жить в село Дубовское. Здесь в 1928 году начал ходить в школу. В период летних каникул, как лучший ученик, работал пионерским вожатым в Баклановской начальной школе.
С детства мечтал стать военным, поэтому в 1938 году по окончании с отличием Дубовской школы поехал в Москву и поступил в Московское артиллерийское училище, которое окончил в 1940 году.
Образование среднее. Член ВКП(б).
В Красной Армии с 1938 года. В 1940 году окончил Московское артиллерийское училище. С 1941 года на фронтах Великой Отечественной войны.
30 сентября 1942 года батарея старшего лейтенанта Потапова поддерживала наступление 1334 стрелкового полка в районе хутора Семкин. Во время контратаки танков противника были ранены командир орудия и наводчик из одного расчета батареи. Сам командир батареи старший лейтенант Потапов М.Ф. стал за наводчика и уничтожил прямой наводкой 2 танка противника, два миномета и две автомашины. Контратака противника была успешно отбита. За этот подвиг, а также за отражение 1 октября 1942 года сильного контрнаступления противника старший лейтенант Потапов М.Ф. был награжден орденом Боевого Красного Знамени .
В бою с противником в районе станции Поныри (Курская область) 7−8 июля 1943 года батарея капитана Потапова подбила 10 танков.
8 июля 1943 года Михаил Феофанович Потапов погиб в бою. Звание Героя Советского Союза присвоено 7 августа 1943 (посмертно).
Похоронен у села Березовец Поныровского района Курской области.

## Награды
- Медаль «Золотая Звезда»;
- орден Ленина;
- орден Красного Знамени;
- медали.
- Почётный гражданин Дубовского района Ростовской области.

## Память
Переулок в селе Дубовском носит его имя. 
Во дворе школы установлен бюст Потапова. Дубовская средняя школа, а также патриотический клуб носят его имя.